# مفهوم عمليات
مفهوم العمليات  (بالإنجليزية: Concept of Operations)‏ المعروف اختصارًا باسم (CONOPS أو CONOPs, أو ConOps) هو وثيقة تصف خصائص النظام المقترح من وجهة نظر الفرد الذي سيستخدم هذا النظام. حيث تستخدم هذه الوثيقة لتوصيل خصائص النظام الكَمية والنوعية لجميع أصحاب الشأن؛ وكذلك يستخدم «مفهوم العمليات» على نطاق واسع في الخدمات العسكرية والحكومية وغيرها من المجالات.
وبصفة عامة تطور «مفهوم العمليات» من مجرد مفهوم وهو عبارة عن وصف لكيفية توظيف مجموعة من القدرات لتحقيق غايات أوحالة نهائية مرغوبة.
ففي مجال العمليات العسكرية المشتركة، فإن «مفهوم العمليات» في مصطلحات «وزارة الدفاع» هو التعبير اللفظي أو التصويري الذي يعبر بوضوح ودقة عما يعتزم قائد القوات المشتركة إنجازه وكيف يمكن إنجاز ذلك باستخدام الموارد المتاحة.؛ ويمكن أيضًا استخدام «مفهوم العمليات» أو تلخيصه في اكتساب أوصاف نظام الإطار المعماري لوزارة الدفاع مثل أوه في-1 المفهوم التشغيلي التصويري عالي المستوى.

## الوصف
يمكن تطوير وثائق «مفهوم العمليات» بطرق عديدة ومختلفة، ولكنها عادة ما تشترك في نفس الخصائص. وبصفة عامة، سيتضمن «مفهوم العمليات» ما يلي:
- بيان بـ أهداف وغايات النظام.
- الإستراتيجيات والتكتيكات والسياسات والقيود التي تؤثر على النظام.
- المنظمات والأنشطة والتفاعلات بين المشاركين وأصحاب الشأن.
- بيان صريح حول المسؤوليات والسلطات المفوضة.
- العمليات التشغيلية المحددة لإعداد النظام
- عمليات البدء والتطوير والصيانة وسحب النظام

لذا ينبغي على «مفهوم العمليات» أن يذكر قصة العملية بالتفصيل حتى يتم اتباعها في تنفيذ النظام. وينبغي أن يحدد «مفهوم العمليات» أدوار أصحاب الشأن المشاركين في جميع مراحل العملية. يعمل «مفهوم العمليات» بشكل مثالي على توفير منهجية واضحة لتحقيق أهداف وغايات النظام، بينما لا يتمثل الهدف منه في أن يكون خطة تنفيذ أو تحول.
علمًا بأن معيار «مفهوم العمليات» مُتاح لتطوير وثيقة «مفهوم العمليات».؛ تأسست جمعية مهندسي الكهرباء والإلكترونيات (جمعية مهندسي الكهرباء والإلكترونيات) المعيارية حول نظم المعلومات، لكن يمكن تطبيق المعيار على الأنظمة المعقدة الأخرى أيضًا.